# 2003 HX56
2003 HX56 est un objet transneptunien de la famille des twotinos. 

## Caractéristiques
Son diamètre est estimé à environ 200 km.